# تشيرسول ريالي
تشيرسول ريالي هي بلدة إيطالية تقع في أقليم بييمونتي شمال غرب إيطاليا.